# Кензов, Олег Олегович
Оле́г Оле́гович Кензо́в (род. 19 августа 1988, Полтава, Украинская ССР) — украинский певец, рэпер и телеведущий, участник второго сезона шоу «X-фактор».

## Детство и юность
Олег Олегович Кензов родился 19 августа 1988 года в украинском городе Полтава. Талант к музыке проявился у мальчика ещё в детстве, он с удовольствием выступал перед публикой и был звездой утренников.
Другим занятием Олега стало написание стихов. Но из-за поглощённости музыкой снизилась успеваемость в школе. Мама была вынуждена лично следить за посещаемостью сына, но это возымело эффект, и парень выбился в хорошисты в своей школе.

### Образование
Олег учился в Полтавском национальном педагогическом университете имени Владимира Короленко, по специальности «Психолог и социальный педагог».

## Музыкальная карьера
Олег с 16 лет работал в городских клубах, а также с друзьями создал группу «17-й регион».
С 2003 года вместе с этим коллективом будущая звезда участвовала в различных молодёжных конкурсах. Эта хип-хоп команда стала участником отборочного тура в Полтаве престижного фестиваля «Красная Рута»
Через 4 года Кензов присоединился к команде «Принципиальное изменение», созданной в 2002-м. Этот коллектив довольно стремительно набирал популярность в клубной среде.
В 2012 году «Принципиальное изменение» совместно с солистом группы «Тони Тон» выпустила дебютный клип на песню «Я один». Вскоре творческие пути Кензова и команд разошлись.
Главным шагом в творческой карьере певца стало участие в 2011 году в украинском варианте мирового талант-шоу «X-фактор». На отборочном туре он исполнил песню Александра Серова «Я люблю тебя до слёз» и прошёл дальше.
В 2013 году Кензов подписал контракт с продюсерским центром Вадима Лисицы «FOXXSTUDIOS». В 2018 году выходит песня «Папин Бродяга».
В 2018 году продюсером певца Олега Кензова стал Михаил Шиян (работавший ранее с рэпером Серёгой, певицей Бьянкой, группой Estradarada), с которым уже в следующем году выпустил трек «По кайфу». Эта песня сразу стала народным хитом на славяноязычном пространстве, а клип «По кайфу» (режиссёр Михаил Морсков) набрал многомиллионные просмотры на YouTube. Дальнейший выпуск хитов, таких как «#ракетабомбапетарда», «Отвечаю», «Ой, как хорошо» и других сделали Олега Кензова одним из самых успешных и известных певцов Украины, что также подтверждается получением наград Top Hit Music Awards в 2020 году (номинации «Лучший исполнитель YouTube Ukraine» и «Видеоклип года YouTube Ukraine» за видеоклип «По кайфу»), а также премии Yuna — Лучший поп-хит «По кайфу» в 2021 году.

## Телевидение
В 2019 году Олег становится ведущим 4-го сезона реалити-шоу «Любовь на выживание».
В 2020 году принял участие в шоу Дети против звёзд.
В 2021 году Олег принял участие во 2 сезоне украинского музыкального развлекательного шоу «Маска» в маске Мухомора. Ему удалось дойти до финала и занять 3 место.

## Личная жизнь
Олег был женат на Анастасии Полубесовой. В 2013 году в браке родилась дочь Эвелина, но брак длился относительно недолго, в 2014 году брак распался.
А в 2015 году Олег женился на Наталье Ярмоленко, выступающей на Украине под псевдонимом DJ Madonna. Через несколько лет пара развелась. После развода Наталья обвинила Олега в наркомании и домашнем насилии, позже Олег обвинил её во лжи.

## Дискография
- 2011 — «Глубоко»
- 2014 — «Море»
- 2014 — «Чёрный чай»
- 2014 — «Лети, моя Птичка, лети»
- 2016 — «Дым кальяна»
- 2016 — «Я не опоздал»
- 2018 — «Папин бродяга»
- 2019 — «По кайфу»
- 2019 — «РакетаБомбаПетарда»
- 2019 — «Девочка Жасмин»
- 2020 — «Отвечаю»
- 2020 — «Просто потеряйся» (ft. Жека Баянист)
- 2024 — «Жигули»

## Награды
- 2020 — Top Hit Music Awards, победа в номинации «Лучший исполнитель YouTube Ukraine»
- 2020 — Top Hit Music Awards, победа в номинации «Видеоклип года (мужской вокал) YouTube Ukraine» за видеоклип «По кайфу»